# Мельзино
Мельзино — деревня в Вяземском районе Смоленской области России. Входит в состав Юшковского сельского поселения. Население — 10 жителей (2007).
Расположена в восточной части области в 17 км к югу от Вязьмы, в 5 км западнее автодороги Р132 Вязьма — Калуга — Тула — Рязань, на берегу реки Волоста. В 0,1 км западнее деревни расположена железнодорожная станция О.п. 22-й км на линии Вязьма — Калуга.

## История
В годы Великой Отечественной войны деревня была оккупирована гитлеровскими войсками в октябре 1941 года, освобождена в марте 1943 года.